# Superpuchar Polski 2014
La 23ª edizione della Supercoppa di Polonia  si è svolta il 9 luglio 2014 alla Pepsi Arena di Varsavia tra il Legia Varsavia, vincitrice del campionato e lo Zawisza Bydgoszcz, vincitore della coppa nazionale.
A vincere il trofeo è stato, per la prima volta nella sua storia, lo Zawisza Bydgoszcz.

## Tabellino
| Arbitro: | Bartosz Frankowski (Toruń) |

|                               |           |                                             |
| Ryczkowski 44’ Saganowski 71’ | Marcatori | 30’ Luís Carlos 54’ Alvarinho 91’ Gevorgyan |